# Długie (Strzelce Krajeńskie)
Długie (deutsch Dolgen) ist ein Dorf in der Stadt- und Landgemeinde  Strzelce Krajeńskie im Powiat Strzelecko-Drezdenecki (Friedeberg-Driesener Kreis) der polnischen Woiwodschaft Lebus.

## Geographische Lage
Długie (Dolgen) liegt in der Neumark am südlichen Rand des Liebsees, etwa zehn Kilometer nordöstlich der Stadt Strzelce Krajeńskie (deutsch Friedeberg) und 34 Kilometer nordöstlich von Gorzów Wielkopolski (Landsberg an der Warthe).

## Geschichte

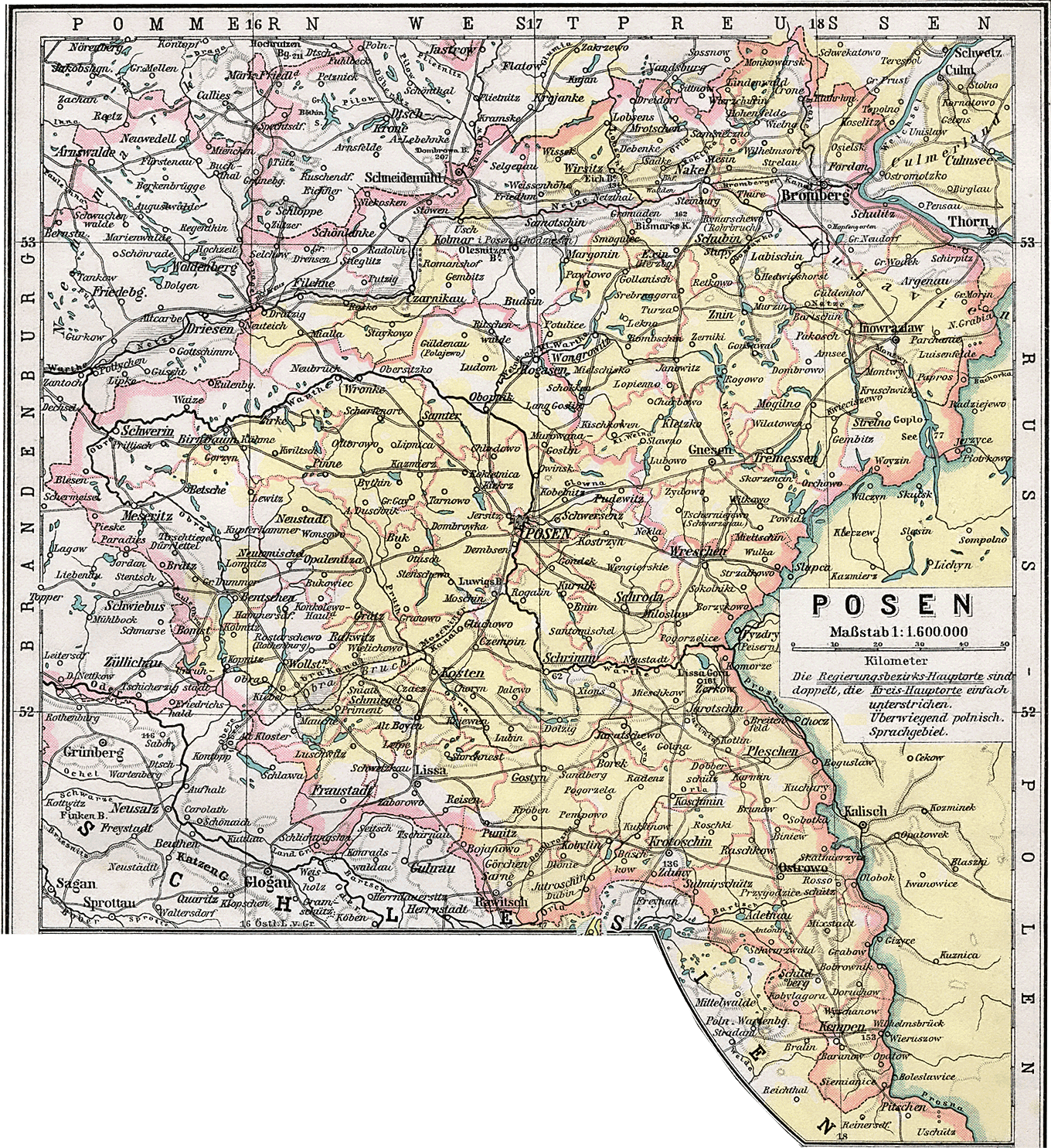
Dolgen nordwestlich der Stadt Posen, südwestlich der Stadt Woldenberg und nordöstlich der Stadt Friedeberg (Neumark) auf einer Landkarte der Provinz Posen von 1905 (gelb markierte Flächen kennzeichnen Gebiete mit seinerzeit mehrheitlich polnischsprachiger Bevölkerung).

Im Jahr 1337 wird das Dorf Dolgen eine wüste Dorfstätte genannt. Einem zu Friedeberg ausgefertigten Lehnsbrief zufolge befand sich die wüste Feldmark Dolge 1499 im Besitz der Familie Bornstaedt in Woldenberg. 1608 wird ein neu erbautes Dorf Dolgen erwähnt. Es gehörte zu einem Rittergut, das die Familie Bornstedt besaß, befand sich 1644 im Besitz der Familie Billerbeck und 1718 im Besitz des Johann Friedrich von Bornstädt. Am Anfang des 19. Jahrhunderts gehörte das Gut der Familie von Sack und kam danach durch Einheiratung an den Hauptmann von Brand auf  Gut Lauchstädt. 1828 befand sich Dolgen im Besitz der Frau von Brand, geb. von Sack, Witwe des Hauptmanns von Brand. 1907 war Adolf von Brand der Gutsbesitzer; letzter Besitzer vor 1945 war Ingo von Brand.
Im Dorf gab es eine Stärkefabrik.
Bis 1945 gehörte das Dorf zum Landkreis Friedeberg Nm., von 1816 bis 1938 im Regierungsbezirk Frankfurt der preußischen Provinz Brandenburg, von Oktober 1938 bis 1945 im Regierungsbezirk Grenzmark Posen-Westpreußen der Provinz Pommern. 
Gegen Ende des Zweiten Weltkriegs wurde die Region im Frühjahr 1945 von der Roten Armee besetzt. Bald darauf wurde Dolgen unter polnische Verwaltung gestellt. In der Folgezeit wurden die Einwohner Dolgens von der örtlichen polnischen Verwaltungsbehörde vertrieben und durch Polen ersetzt. Die deutsche Ortschaft Dolgen wurde in Długie umbenannt.

## Kirchspiel
Die bis 1945 evangelische  Dorfkirche war eine Filiale von Lauchstädt. Das Patronat über die Kirche übte im 19. Jahrhundert der Gutsbesitzer aus.

## Einwohnerzahlen
- 1840:  199[6]
- 1858: 194[1]
- 1871:  78[7]
- 1925: 212, ausschließlich Evangelische[8]
- 1933:  166[9]
- 1939:  148[9]